# Siphonochalina intersepta
Siphonochalina intersepta är en svampdjursart som först beskrevs av Topsent 1928.  Siphonochalina intersepta ingår i släktet Siphonochalina och familjen Callyspongiidae.
Artens utbredningsområde är Kap Verde. Inga underarter finns listade i Catalogue of Life.